# مسجد العرابي
يقع على بوابة مدينة رشيد وكان إلى فترة قريبة هو آخر حدودها الشرقية حيث لم تكن هناك ويقع مباني قائمة إطلاقا بعد ذلك.
هذا المسجد على رأس شارع دهليز الملك وهو أعظم شارع تتواجد على جانبيه مساكن الأمراء المماليك في عصر الوالي محمد على باشا وللمسجد بابان إحداهما غربي والآخر بحري وتنخفض أرض المسجد عن الشارع العمومي بحوالي نصف متر ومكتوب على مبنى المسجد أنشأه الحاج خليل بن الحاج إبراهيم عام 1211 هجرية ويوجد قبر صاحب المسجد على شمال المحراب وفي اتجاه القبلة حجرة مستقلة ويرتفع سطح المسجد على 14 عمودا وللمسجد صندره تقع على يمين الباب الداخل في الباب البحرى وللمسجد مئذنة عالية مميزة من العصر المملوكي.